# Faculdade Latino-Americana de Ciências Sociais
A Faculdade Latino-Americana de Ciências Sociais (FLACSO; em espanhol, Facultad Latinoamericana de Ciencias Sociales) é uma organização intergovernamental regional autônoma, criada em 17 de abril de 1957, por iniciativa da Organização das Nações Unidas para a Educação, a Ciência e a Cultura (UNESCO) e de alguns governos da América Latina e Caribe, durante a Conferência Latino-Americana de Ciências Sociais, no Rio de Janeiro. Tem como objetivo promover atividades de ensino, pesquisa, difusão, extensão acadêmica e cooperação técnica, no âmbito das Ciências Sociais. Estas atividades se desenvolvem em dez unidades acadêmicas, distribuídas por vários dos quinze países membros - Argentina, Bolívia, Brasil, Costa Rica, Cuba, Chile, Equador, Honduras, Guatemala, México, Nicarágua, Panamá, Paraguai, República Dominicana, Suriname e Uruguai.
O ensino de pós-graduação em diferentes disciplinas e temas das Ciências Sociais constitui uma das principais atividades da FLACSO. Atualmente são oferecidos 66 programas, sendo 7 de doutorado, 37 de mestrado e 22 de especialização. 
A coordenação da Faculdade, bem como sua representação legal, está sob a responsabilidade da Secretaria Geral, sediada na Costa Rica desde 1979.
Atualmente, tem como Secretária-Geral a professora brasileira Rebecca Igreja.